# Parascyllium ferrugineum
La alfombrera mohosa (Parascyllium ferrugineum) es una especie de elasmobranquio orectolobiforme de la familia Parascylliidae.